# アイドルマスター ワンフォーオール
『アイドルマスター ワンフォーオール』（THE IDOLM@STER ONE FOR ALL）は、バンダイナムコゲームスから2014年5月15日に発売されたPlayStation 3用アイドル育成ゲーム。公式略称は「OFA」。

PS3 the Best版（廉価版）はBlu-ray Disc版・ダウンロード版共に2015年1月29日に発売。

## 概要
個性豊かな13名のアイドルから1人を選び、トップアイドルを目指してプロデュースするゲームである。キャッチコピーは「新しい夢、また765プロ（ここ）から」。
2013年9月21日に行われたライブイベント「THE IDOLM@STER 8th ANNIVERSARY HOP! STEP!! FESTIV@L!!!」幕張公演にて「新作アイドルプロデュースゲーム」が開発中であると発表され、2013年11月2日に赤羽会館で行われた「劇場版アイドルマスター シークレットイベント」にて詳細な内容が明らかとなった。
タイトルの「ワンフォーオール」は総合プロデューサーの坂上陽三曰く、「『オールフォーワン』とセットで使われるもので、一人はみんなのために、みんなは一人のためにという、765プロのあり方を示している」という。
パッケージ版とダウンロード版の両方が販売され、ダウンロード版はPS3用ホームアプリ「im@s CHANNEL」に対応しており、「im@s CHANNEL」上から起動してプレイ可能となっている。
パッケージ版は通常版と初回限定版「765プロ新プロデュースBOX」の2種類が発売。初回限定版にはメインビジュアル特製BOX（事務所バージョン）、スペシャルドラマCD「765プロが行く!トップアイドルのお仕事見学」、765プロ所属アイドル営業用パンフレット、社長の格言入りクリーナー、765プロカレンダー（みんなの落書き入り）、限定オリジナルデザイン衣装が手に入るプロダクトコード、13種の短冊ポスターが付属した。
初回封入特典として、『アイドルマスター シンデレラガールズ』『アイドルマスター ミリオンライブ!』で限定アイドルが手に入るシリアルナンバーが付属した。
ゲームソフト週間ランキングで、初動で8.3万本を売り上げ、初登場1位を獲得した。

## ゲームシステム
ここでは、本作特有のシステムや新規追加・変更されたシステムについて解説する。オーディションやフェスといった『2』から引き続き使用されているシステムについては当該項目を参照。
プロデュース
本作では今までのシリーズにあったプロデュース期間がなくなり、期間がエンドレスとなった。
プロデュースは12週で1シーズン（季節）となり、シーズンごとに高木社長からシーズン目標が提示され、それを満たしていくとプロデューサーランクが上昇する。ランクが上昇すると新たな楽曲が使用可能となったり、同時にプロデュースできるアイドルの人数が増えていく。しかし、連続でシーズン目標を達成できなかった場合、プロデュースできるアイドルの数を減らされる。
夏と冬のシーズン終了時には「オールスターライブ」が開催される。オールスターライブはプロデュースしていないアイドルも含む13名全員が登場する。3曲連続でライブをし、その合計ハコユレ値で結果を判定する。
お仕事
前作での営業に当たる項目で様々な仕事をすることで、ギャラ・ファン・経験値を獲得できる。
ファンを一定数獲得する毎にランクアップフェスの仕事を受けることが出来るようになり、これに勝利するとリーダーになっているアイドルのランクが上昇。新しいスキルを取得できるようになる。
仕事の種類は以下のようになる。
プロモ
リーダーに指定しているアイドル単独の仕事。ラジオやイベントなどの歌以外のプロモーション的な仕事を行う。
ステージ
オーディション
TV番組のオーディションを受ける。指定されたランキング以上に入ることで合格となる。ギャラを稼ぎやすい。
ライブ
ライブイベントを行う。ハコユレ値（ポイントの1／10000）が指定された値を超えると成功となる。ファン数を稼ぎやすい。
開催には資金が必要。
フェス
ライバルと戦い、ポイントで相手を上回ると勝利となる。経験値を稼ぎやすい。
イベント
ランクアップフェスや玲音との対決など、ゲームの進行上重要な仕事。内容は基本的にフェス。
ランクアップフェスは通常のフェスと異なり3本勝負で、2勝するとランクアップとなる。
スペシャル
ダウンロードコンテンツで追加されたライバルとのフェスでの対決や、シナリオのプレイを行う。
ふれあい
本作ではアイドルとのコミュニケーションが仕事とは別の項目となり、1週間のうちに同時に行うことが可能となった。アイドルとコミュニケーションをとることで、思い出を貯めることができる。
レッスン
前作までのレッスンとは異なり、効果が一時的なものとなった。プロデューサーランクの上昇とともに上位のレッスンが受けられるようになり、レッスンが上位になるほど効果が大きくなり、効果の持続する期間も伸びる。
スキル
本作からの新要素。アイドルがレベルアップやランクアップで手に入るspを消費することで、スキルを獲得することができる。スキルにはパラメータの強化、ボルテージ増加量のアップ、思い出アピールの強化、個別バーストスキルの取得などが存在する。
2014年7月29日に大型アップデートが実施され、朝の挨拶コミュの追加、プロデューサランク上限の解放（上限が25から40に上昇）、高難易度お仕事の追加（上限がS3からS1に上昇）、クインテットライブの追加、ショップアイテムの追加が行われた。
また、2014年8月26日からの追加ソロシナリオ配信に伴い、アイドルランクの解放（最高A1が各エピソード毎にS3→S2→S1）、アイドルレベル上限の上昇（上限35が各エピソード毎に40→45→50）、スキル追加が行われる（ソロシナリオの購入及びクリアが必要）。

## 登場キャラクター
本作ではこれまでに登場した765プロ所属アイドル13名全員のプロデュースが可能となり、『2』ではNPCであった竜宮小町と秋月律子もプロデュース可能となっている。
また、フェスで戦うことができるライバルユニットは以下の通りである。
ディアリースターズ
『DS』に登場する876プロ所属アイドル。日高愛（声 - 戸松遥）、水谷絵理（声 - 花澤香菜）、秋月涼（声 - 三瓶由布子）の3人。
DLCの購入により、3人組ユニット「ディアリースターズ」としてフェスに登場する。
Jupiter（ジュピター）
『2』に登場するアイドルで、天ヶ瀬冬馬、伊集院北斗、御手洗翔太の3人。
玲音（レオン）
声 - 茅原実里
本作から登場するライバルアイドル。
スペシャルゲスト
DLC追加キャラクター。『シンデレラガールズ』『ミリオンライブ!』などからのスペシャルゲストであり、フェスでのライバルとして登場するほか、S4U! モードでステージを観賞することができる。
- 神崎蘭子（声 - 内田真礼 / カタログ創刊号で配信）
- 箱崎星梨花（声 - 麻倉もも / カタログ第2号で配信）
- ディアリースターズ（カタログ第3号で配信）
- 双葉杏（声 - 五十嵐裕美 / カタログ第4号で配信）
- 矢吹可奈（声 - 木戸衣吹 / カタログ第5号で配信）
- 横山奈緒（声 - 渡部優衣 / カタログ第5号で配信）
- 春日未来（声 - 山崎はるか / カタログ第6号で配信）
- 最上静香（声 - 田所あずさ / カタログ第7号で配信）
- 伊吹翼（声 - Machico / カタログ第8号で配信）
- 島村卯月（声 - 大橋彩香 / カタログ第9号で配信）
- 渋谷凛（声 - 福原綾香 / カタログ第10号で配信）
- 本田未央（声 - 原紗友里 / カタログ第11号で配信）
- 高垣楓（声 - 早見沙織 / カタログ第12号で配信）
- ニュージェネレーションズ（カタログ第13号で配信）

## 楽曲

### 765プロの楽曲
◎はクインテット対応楽曲、☆はオールスター対応楽曲であることを示す。また、初めてゲームで使用された曲は太字で表記する。
初期収録曲
- The world is all one !!（◎『2』より）
- READY!!（◎アニメ『THE IDOLM@STER』より）
- CHANGE!!!!（◎アニメ『THE IDOLM@STER』より）
- ONLY MY NOTE（◎☆新曲）
- 自分REST@RT（◎☆アニメ『THE IDOLM@STER』より）
- M@STERPIECE（◎☆劇場アニメ『THE IDOLM@STER MOVIE 輝きの向こう側へ!』より）
- Destiny（◎☆新曲）
- GO MY WAY!!（Xbox 360版より）
- 目が逢う瞬間（CDシリーズ「MASTER ARTIST」より）
- Kosmos, Cosmos（CDシリーズ「MASTER ARTIST」より）
- キラメキラリ（CDシリーズ「MASTER ARTIST」より）
- いっぱいいっぱい（CDシリーズ「MASTER ARTIST」より）
- 隣に…（CDシリーズ「MASTER ARTIST」より）
- フタリの記憶（CDシリーズ「MASTER ARTIST」より）
- 迷走Mind（CDシリーズ「MASTER ARTIST」より）
- スタ→トスタ→（CDシリーズ「MASTER ARTIST」より）
- Colorful Days（『SP』より）
- ふるふるフューチャー☆（CDシリーズ「MASTER ARTIST」より）
- My Best Friend（Xbox 360版より）
- Brand New Day!（アニメ『THE IDOLM@STER』より）

カタログ創刊号収録
- DREAM（◎CDシリーズ「BEST OF 765+876=!!」より）

カタログ第2号収録
- キミ＊チャンネル（新曲）
- MEGARE!（◎『2』より）
- オーバーマスター（◎『SP』より）

カタログ第3号収録
- 待ち受けプリンス（『SHINY TV』より）
- 神SUMMER!!（アニメ『THE IDOLM@STER』より）
- 七彩ボタン（PS3版『2』より）
- ポジティブ！（アーケード版より）
- ラムネ色 青春（◎☆追加シナリオに付属。劇場アニメ『THE IDOLM@STER MOVIE 輝きの向こう側へ!』より）

カタログ第4号収録
- Vault That Borderline!（『SHINY FESTA』より）
- 私たちはずっと…でしょう？（◎アニメ『THE IDOLM@STER』より）
- 私はアイドル♡（Xbox 360版より）
- I Want（CDシリーズ「MASTER ARTIST」より）
- ステキハピネス（追加シナリオに付属。春香専用曲。新曲）
- 私だって女の子（追加シナリオに付属。律子専用曲。新曲）
- トリプルAngel（追加シナリオに付属。亜美専用曲。新曲）
- 放課後ジャンプ（追加シナリオに付属。真美専用曲。新曲）
- ふたつの月（追加シナリオに付属。貴音専用曲。新曲）
- 細氷（追加シナリオに付属。千早専用曲。新曲）
- プラ・ソニック・ラブ!（追加シナリオに付属。やよい専用曲。新曲）
- 全力アイドル（追加シナリオに付属。伊織専用曲。新曲）
- Pon De Beach（追加シナリオに付属。響専用曲。新曲）
- Nostalgia（追加シナリオに付属。美希専用曲。新曲）
- あの日のナミダ（追加シナリオに付属。雪歩専用曲。新曲）
- 絶険、あるいは逃げられぬ恋（追加シナリオに付属。真専用曲。新曲）
- コイ・ココロ（追加シナリオに付属。あずさ専用曲。新曲）

カタログ第5号収録
- 99 Nights（◎新曲）
- きゅんっ！ヴァンパイアガール（『2』より）
- L・O・B・M（◎CDシリーズ「MASTER SPECIAL」より）
- my song（『L4U』より）
- Thank You!（◎☆追加シナリオに付属。CDシリーズ「LIVE THE@TER PERFORMANCE」より）

カタログ第6号収録
- Fate of the World（劇場アニメ『THE IDOLM@STER MOVIE 輝きの向こう側へ!』より）
- またね（◎『SP』より）
- キミはメロディ（◎『SP』より）
- 魔法をかけて！（アーケード版より）

カタログ第7号収録
- 静かな夜に願いを…（新曲）
- マリオネットの心（アニメ『THE IDOLM@STER』より）
- 神さまのBirthday（CDシリーズ「MASTERWORK」より）
- relations（Xbox 360版より）
- 虹色ミラクル（◎☆追加シナリオに付属。劇場アニメ『THE IDOLM@STER MOVIE 輝きの向こう側へ!』より）

カタログ第8号収録
- ビジョナリー（『SHINY FESTA』より）
- Little Match Girl（『2』より）

カタログ第9号収録
- We Have A Dream（◎パチスロ『LIVE in SLOT!』より）

カタログ第10号収録
- edeN（『SHINY FESTA』より）

カタログ第11号収録
- Good-Byes（◎新曲）

カタログ第12号収録
- MUSIC♪（◎『SHINY FESTA』より）

カタログ第13号収録
- shiny smile（『L4U』より）
- 愛 LIKE ハンバーガー（『2』より）
- SMOKY THRILL（◎『2』より）
- Honey Heartbeat（◎『2』より）

カタログ第14号収録
- THE IDOLM@STER 2nd-mix（◎『2』より）
- 思い出をありがとう（Xbox 360版より）
- エージェント夜を往く（アーケード版より）
- 9:02pm（アーケード版より）

### ライバル専用楽曲
- アクセルレーション（玲音専用曲。新曲）
- 華蕾夢ミル狂詩曲～魂ノ導～（DLC創刊号で配信。神崎蘭子専用曲。CDシリーズ「CINDERELLA MASTER」より）
- トキメキの音符になって（DLC第2号で配信。箱崎星梨花専用曲。CDシリーズ「LIVE THE@TER PERFORMANCE」より）
- “HELLO!!”（DLC第3号で配信。ディアリースターズ専用曲。『Dearly Stars』より）
- あんずのうた（DLC第4号で配信。双葉杏専用曲。CDシリーズ「CINDERELLA MASTER」より）[10]
- オリジナル声になって（DLC第5号で配信。矢吹可奈専用曲。CDシリーズ「LIVE THE@TER PERFORMANCE」より）
- ハッピー☆ラッキー☆ジェットマシーン（DLC第5号で配信。横山奈緒専用曲。CDシリーズ「LIVE THE@TER PERFORMANCE」より）
- 素敵なキセキ（DLC第6号で配信。春日未来専用曲。CDシリーズ「LIVE THE@TER PERFORMANCE」より）
- Precious Grain（DLC第7号で配信。最上静香専用曲。CDシリーズ「LIVE THE@TER PERFORMANCE」より）
- 恋のLesson初級編（DLC第8号で配信。伊吹翼専用曲。CDシリーズ「LIVE THE@TER PERFORMANCE」より）
- アルティメットアイズ（DLC第8号で配信。追加シナリオに付属。玲音専用曲。新曲）
- S(mile)ING!（DLC第9号で配信。島村卯月専用曲。CDシリーズ「CINDERELLA MASTER」より）
- Never say never（DLC第10号で配信。渋谷凛専用曲。CDシリーズ「CINDERELLA MASTER」より）
- ミツボシ☆☆★（DLC第11号で配信。本田未央専用曲。CDシリーズ「CINDERELLA MASTER」より）
- こいかぜ（DLC第12号で配信。高垣楓専用曲。CDシリーズ「CINDERELLA MASTER」より）
- Star!!（DLC第13号で配信。ニュージェネレーションズ専用曲。アニメ『アイドルマスター シンデレラガールズ』より）
- お願い! シンデレラ（DLC第14号で配信。ニュージェネレーションズ専用曲。CDシリーズ「CINDERELLA MASTER」より）

## DLC
本作でも、他アイドルマスターシリーズと同様にDLCの配信が開始されている。発売当初から毎月1度のペースで配信される「アイマスカタログ」で様々なオリジナルの衣装やアクセサリなどが配信中である。詳しくは前作を参照。
@がついてるアイテムはそれぞれセット販売されていることを示す。
- 創刊号 - 2014年5月15日配信
  - スペシャルゲスト：「神崎蘭子」（専用楽曲「華蕾夢ミル狂詩曲～魂ノ導～」）
  - EXTEND衣装：ラレーヌルージュ、ビキニオブセイレーン、スターピースメモリーズ。（スターピースメモリーズは2014年7月31日まで無料配信）
  - オリジナル衣装：サニージェイドヴァイン
  - 追加楽曲：「DREAM」
  - アクセサリー：エンシェントローズ(@1)、ノスタルジックスター(@1)、ダークローズリストレット(@1)、アンティークガーター(@1)
  - その他：プロデュース可能キャラ13人のゲーム内でのメールアドレス(@2)、ゲーム中で使用するマニー200000#1・400000#1
- 第2号 - 2014年6月25日配信
  - スペシャルゲスト：「箱崎星梨花」（専用楽曲「トキメキの音符になって）
  - EXTEND衣装：ティータイムハピネス、サマーブリーズカラーズ、ビヨンドザスターズ(@3)
  - オリジナル衣装：ノーブルシックロンバス、イオンテイルイマージュ(@4)、コーデュロイカントリー、バイオレットライトニング(@5)、パズルデルソル
  - 追加楽曲：「オーバーマスター」(@3)、「MEGARE!」(@4)、「キミ＊チャンネル」(@5)
  - アクセサリー：マーブルトゥハート(@6)、ラブリースイートパッチ(@6)、キャンディポップバンド(@6)、キャンディメロウリング(@6)
  - その他：ゲーム中で使用するマニー200000#2・400000#2
- 第3号 - 2014年7月29日配信
  - 追加シナリオ：「765プロ、常夏の島へ行く」（楽曲「ラムネ色 青春」とEXTEND衣装「シーブルームカーテン」が付属。13人全員がプロデュース可能である必要あり）
  - スペシャルゲスト：「ディアリースターズ」（専用楽曲「“HELLO!!”」[6]）
  - EXTEND衣装：アビサルマジェスティ、セーラーミズギ、プリンセスメロディ♪(@7)、765学園ジャージ(@8)
  - オリジナル衣装：７６５カラーグリッター(@9)、バーニングパフォーマー、サイバースターシップ
  - 追加楽曲：「待ち受けプリンス」、「七彩ボタン」(@7)、「ポジティブ！」(@8)、「神SUMMER!!」(@9)
  - アクセサリー：シェルワークイヤリング(@10)、ムーン＆スターチェーン(@10)、ティアドロップリング(@10)、アクアフローガーター(@10)、萩原組ヘルメット(@11)、蒼き鳥のつばさ(@11)、願い星のステッキ(@11)、ひっつき亜美真美ちゃん(@11)、シュノーケル(@12)、イルカバルーン(@12)、２段アイス(@12)、ダイビングフィン(@12)
  - その他：ゲーム中で使用するマニー200000#3・400000#3

@12は2014年8月26日まで無料で配信された。
- 第4号 - 2014年8月26日配信
  - 追加シナリオ：EXエピソード1「新たな曲」（1話～4話収録。SetA・B・Cの3種、個別ソロ新曲が付属。各ソロシナリオのプレイは該当アイドルのIE制覇が必要）（＠13）
  - スペシャルゲスト：「双葉杏」（専用楽曲「あんずのうた」）
  - EXTEND衣装：サマーグレイスワンピ、シャイニーロックスター(@14)、フォーエバースター☆☆☆(@15)、プリマコンツェルト♪(@16)、パンキッシュゴシック
  - オリジナル衣装：メテオライトシャワー、ウィンディチェリーズ
  - 追加楽曲：「Vault That Borderline!」(@14)、「私たちはずっと…でしょう？」(@15)、「私はアイドル♡」(@16)、「I Want」
  - アクセサリー：リボン＆ストローハット(@17)、マーガレットチョーカー(@17)、ナツイロネイル(@17)、マーガレットアンクレット(@17)、アナザー律ちゃんメガネ(@18)、７６５プロのぼり(@18)、春香さんのお料理道具(@18)、ウサちゃんスリッパ(@18)
  - その他：ゲーム中で使用するマニー200000#4・400000#4

@18は2014年9月9日まで無料で配信された。
- 第5号 - 2014年9月25日配信
  - 追加シナリオ：「765プロ、学祭クイーンへの道」（楽曲「Thank You!」とEXTEND衣装「レリッシュオータム」が付属。13人全員がプロデュース可能である必要あり）
  - スペシャルゲスト：「矢吹可奈」（専用楽曲「オリジナル声になって」）、「横山奈緒」（専用楽曲「ハッピー☆ラッキー☆ジェットマシーン」）
  - EXTEND衣装：レディグリザイユ、パステルビキニ(@19)、マイディアヴァンパイア(@20)、スターライトエージェント
  - オリジナル衣装：セントアイリス(@21)、トワイライトサファリ、ジャングルサバイバー、スカイパズラー、ベイビーブルージャガー、デザートトラベラー、ホロスコープキャスター
  - 追加楽曲：「99 Nights」、「きゅんっ！ヴァンパイアガール」(@20)、「L・O・B・M」(@19)、「my song」(@21)
  - アクセサリー：モノクロームブロッサム(@22)、２トーンリボンブローチ(@22)、ハイレースブレスレット(@22)、リボンアンクルゼブラ(@22)、ヴァンパイアマウスピース(@23)、ハートオブヴァンパイア(@23)、ブラッディネイル(@23)、フライングバット(@23)
  - その他：ゲーム中で使用するマニー200000#5・400000#5

@23は2014年10月14日まで無料で配信された。
- 第6号 - 2014年10月28日配信
  - 追加シナリオ：EXエピソード2「最高の輝き」（5話～8話収録。SetA・B・Cの3種、個別ソロ衣装とアルティメットアピール付属。各ソロシナリオのプレイはエピソード1クリアが必要）(@24)
  - スペシャルゲスト：「春日未来」（専用楽曲「素敵なキセキ」）
  - EXTEND衣装：ステラガードBDU、ワンダーマリンヴォヤージ、スクールガールウェア(@25)、ハロウィントリッカー(@26)
  - オリジナル衣装：ウィンドミルランタナ、マイベイビーズブレス(@27)、レイクサイドパンジー、モノクロームカウガール、トゥインクルスパンコール
  - 追加楽曲：「Fate of the World」、「またね」(@25)、「魔法をかけて！」(@26)、「キミはメロディ」(@27)
  - アクセサリー：レッドヘキサグラスイズ(@28)、オーダーメダルブローチ(@28)、ハートバインドリングス(@28)、エンブレムライトガーター(@28)、エンジェルトリコーン(@29)、サンライトコンパス(@29)、フックオブキャプテン(@29)、ラダー＆スカーフ(@29)、なると＠フェイスパック(@30)、菊地レーシングフラッグ(@30)、エンジェルバングル(@30)、ぴたっとハム蔵(@30)
  - その他：ゲーム中で使用するマニー200000#6・400000#6

@30は2014年11月11日まで無料で配信された。
- 第7号 - 2014年11月25日配信
  - 追加シナリオ：「765プロ、未来への全国ツアー」（楽曲「虹色ミラクル」とEXTEND衣装「ウィッシュオールミラクル」が付属。13人全員がプロデュース可能である必要あり）
  - スペシャルゲスト：「最上静香」（専用楽曲「Precious Grain」）
  - EXTEND衣装：スターライムセレナーデ（@31)、ワイヤードマリオネット(@32)、ホーリーナイトギフター(@33)
  - オリジナル衣装：ファンシーペチュニア、ハピネスルピナス、ノルディックブルーベリー、リリーオブグレン、クリーミーラズベリー、フォーチューンクローバー、レイニースズラン、スネーキーショーガール(@34)
  - 追加楽曲：「静かな夜に願いを…」(@31)、「マリオネットの心」(@32)、「神さまのBirthday」(@33)、「relations」(@34)
  - アクセサリー：おにぎりヘッド(@35)、あずさの結婚首輪(@35)、クマちゃんスピーカー(@35)、７６５プロ社用スリッパ(@35)、サンタの帽子（@36)、わくわくギフト(@36)、ノエルアームバンド(@36)、イルミネーションアンクル(@36)
  - その他：ゲーム中で使用するマニー200000#7・400000#7

@36は2014年12月9日まで無料で配信された。
- 第8号 - 2014年12月25日配信
  - 追加シナリオ:EXエピソード3「ALL FOR…」（9話～12話収録。SetA・B・Cの3種、玲音専用新曲「アルティメットアイズ」付属。各ソロシナリオのプレイはエピソード2クリアが必要）(@27)
  - スペシャルゲスト：「伊吹翼」（専用楽曲「恋のLesson初級編」）
  - EXTEND衣装：ダンシングベリーレヴリ、ドレッシーアリス(@38)
  - オリジナル衣装：ノルディックハイネス、プレアデスM45(@39)、ジェイドスターダスト、インターステラフライヤー、ビジターフロムスペース、ネクストオービター、パステルミルキーウェイ
  - 追加楽曲：「ビジョナリー」(@38)、「Little Match Girl」(@39)
  - アクセサリー：ルビーヘッドティカ(@40)、ロートスブローチ(@40)、トリゴールドブレス(@40)、ゴールドアンクレット(@40)、うしみみ(@41)、うししっぽ(@41)、うしひづめ(@41)、うしあし(@41)
  - その他：ゲーム中で使用するマニー200000#8・400000#8

@41は2015年1月7日まで無料で配信された。
- 第9号 - 2015年1月29日配信
  - スペシャルゲスト：「島村卯月」（専用楽曲「S(mile)ING!」）
  - EXTEND衣装：ドリーミン⌒イリース(@42)、フワフワオトメパジャマ
  - オリジナル衣装：ニューカマーサンライズ
  - 追加楽曲：「We Have A Dream」(@42)
  - アクセサリー：キューティーヘアターバン(@43)、クマトモぬいぐるみ(@43)、ハートラッピングリング(@43)、ピュアタイムスリッパ(@43)、星のイヤリング(@44)、星のブローチ(@44)、星の腕輪(@44)、星のアンクル(@44)
  - その他：ゲーム中で使用するマニー200000#9・400000#9

@44は2015年2月4日まで無料で配信された。
- 第10号 - 2015年2月25日配信
  - スペシャルゲスト：「渋谷凛」（専用楽曲「Never say never」）
  - EXTEND衣装：リフレインロマンス
  - オリジナル衣装：ナイトオンステージ(@45)
  - 追加楽曲：「edeN」(@45)
  - アクセサリー：ブルーローズヘッドドレス(@46)、ブルーローズブローチ(@46)、アイスフィールブレス(@46)、アイスフィールアンクル(@46)、モンスターボルト(@47)、ゆらゆらゴースト(@47)、ゲロゲロパペット(@47)、パンプキンガーター(@47)
  - その他：ゲーム中で使用するマニー200000#10・400000#10

@47は2015年3月11日まで無料配信。
- 第11号 - 2015年3月25日配信
  - スペシャルゲスト：「本田未央」（専用楽曲「ミツボシ☆☆★」）
  - EXTEND衣装：オールドモダンブロッサム(@48)
  - 追加楽曲：「Good-Byes」(@48)
  - アクセサリー：レトロガールズベレー(@49)、レトロスクールバッグ(@49)、クロックオンメモリーズ(@49)、トリコロールアンクル(@49)、妖精さんのとがり耳(@50)、妖精さんの魅惑の羽根(@50)、妖精さんの魔法の杖(@50)、妖精さんの魔法の靴(@50)
  - その他：ゲーム中で使用するマニー200000#11・400000#11

@50は2015年4月8日まで無料配信。
- 第12号 - 2015年4月28日配信
  - スペシャルゲスト：「高垣楓」（専用楽曲「こいかぜ」）
  - EXTEND衣装：シンフォニーNo.765(@51)、スプレンダーソワレ
  - 追加楽曲：「MUSIC♪」(@51)
  - アクセサリー：アステルイヤリング(@52)、トロワスターブローチ(@52)、ブルーコメットチェーン(@52)、スタードロップアンクル(@52)、とらねこみみ(@53)、とらねこしっぽ(@50)、ふわふわリストバンド(@53)、ねずみのぬいぐるみ(@53)
  - その他：ゲーム中で使用するマニー200000#12・400000#12

@53は2015年5月12日まで無料配信。
- 第13号 - 2015年5月26日配信
  - スペシャルゲスト：「ニュージェネレーションズ」（専用楽曲「Star!!」）
  - 追加楽曲：「shiny smile」「愛 LIKE ハンバーガー」「SMOKY THRILL」「Honey Heartbeat」
- 第14号 - 2015年6月24日配信
  - スペシャルゲスト：「ニュージェネレーションズ」（専用楽曲「お願い! シンデレラ」）
  - 追加楽曲：「THE IDOLM@STER 2nd-mix」「思い出をありがとう」「エージェント夜を往く」「9:02pm」

## CD

### MASTER ARTIST 3 シリーズ
「MASTER ARTISTシリーズ」のOFA版。